# Kastélyosdombó, Somogy
Kastélyosdombó (în croată Dombol) este un sat în districtul Barcs, județul Somogy, Ungaria, având o populație de 221 de locuitori (2011).

## Demografie
Componența etnică a satului Kastélyosdombó
     Maghiari (76,19%)
     Croați (15,02%)
     Romi (8,79%)
Componența confesională a satului Kastélyosdombó
     Romano-catolici (60,63%)
     Reformați (21,72%)
     Fără religie (7,24%)
     Necunoscută (10,41%)
Conform recensământului din 2011, satul Kastélyosdombó avea 221 de locuitori. Din punct de vedere etnic, majoritatea locuitorilor (76,19%) erau maghiari, existând și minorități de croați (15,02%) și romi (8,79%).
Din punct de vedere confesional, majoritatea locuitorilor (60,63%) erau romano-catolici, existând și minorități de reformați (21,72%) și persoane fără religie (7,24%). Pentru 10,41% din locuitori nu este cunoscută apartenența confesională.